# Margaret Alington
Margaret Hilda Alington ONZM (nacida Broadhead, Christchurch, 30 de septiembre de 1920-Wellington, 15 de octubre de 2012) fue una bibliotecaria, historiadora, naturalista y autora neozelandesa.

## Vida y carrera
Nació y se educó en Christchurch. Se graduó por la Universidad de Canterbury con un Bachelor de Artes en 1943. Trabajó como bibliotecaria en las Bibliotecas de Canterbury y de Auckland, Biblioteca Universitaria de Leeds, Biblioteca Universidad de Illinois (Urbana, EE. UU.) y en la Biblioteca Nacional de Nueva Zelanda Alexander Turnbull (parte de la Biblioteca Nacional de Nueva Zelanda).
Muchas de sus investigaciones se centraron en la vida y obra del Rev. Frederick Thatcher, arquitecto de edificios de Nueva Zelanda que incluyen la iglesia de St. Mary (Nuevo Plymouth), y la Old St Paul (Wellington). La culminación de esas investigaciones fueron su libro, An Excellent recruit: Frederick Thatcher, architect, priest and private secretary in early New Zealand, publicado en 2007. Fue profesora conferencista sobre historia de Old St Paul en la Escuela de Arquitectura en Victoria University de Wellington de 1978 a 2005.
En 1977, Alington fue en gran parte responsable de la formación de "Los Amigos del Cementerio Bolton", hoy "Bolton Street Memorial Park", los cuales restauraron tierras, edificios y tumbas de personajes históricos. También escribió una historia detallada del cementerio Unquiet Earth. Además Alington realizaba visitas guiadas, alrededor del cementerio durante muchos años. También escribió una historia de la iglesia (St Mary's Church), llamado Goodly Stones & Timbers, en 1988.
En el Año Nuevo de Honores a la Reina de 1999, fue hecha Oficial de la Orden del Mérito de Nueva Zelanda, por servicios a la historia local. Alington fue una colaboradora al Diccionario de Biografía de Nueva Zelanda.
Se casó con el arquitecto neozelandés Bill Alington. Su casa anterior, hoy llamada "Alington House", ha sido clasificada en Categoría I por el Heritage New Zealand. Es un ejemplo importante "de arquitectura del Movimiento Moderno."
Falleció en su casa de Wellington el 15 de octubre de 2012.

## Obra

### Libros
- Frederick Thatcher y Viejo St Paul es (1965)
- Margaret Hilda Alington; William Hildebrand Alington; Dallas James Moor (1968). Old St. Paul's, Wellington: a pictorial record. Friends of Old St. Paul's Society. Friends of Old St. Paul's Society.; ; Páramo de James del Dallas (1968).
- Margaret Hilda Alington (1978). Margaret Hilda Alington (1978). Unquiet Earth: A History of the Bolton Street Cemetery. Wellington City Council. ISBN 978-0-477-06250-3.
- Good Stones and Timbers: A History of St Mary's Church, New Plymouth (1988)
- High Point: St Mary's Church, Karori, Wellington 1866–1991 (1998)

### Artículos
- Alington, Margaret "Commanding a high point" New Zealand Historic Places (May 2001) n. 81, p. 35–37 [history of St Mary's Church, Karori]

- Alington, Margaret "Peace for troubled ground" New Zealand Historic Places (Aug 2001) n. 82, p. 11–12 [history of the organisation set up in 1977 to preserve and protect the Bolton Street Cemetery]

- Alington, Margaret "Mortuary chapel, Karori Cemetery" Stockade (1999) n. 32, p. 3–5 [history of the chapel, built in 1891]

- Alington, Margaret "Church and community" New Zealand Historic Places (sep 1996) n. 60 p. 28–30. [history of the 150-year-old St Mary's Church, New Plymouth]

- Alington, Margaret "St Mary's homes" Stockade (1994) n. 27, p. 7–13. [history of the children's home that operated in Messines Road, Karori]

- Alington, Margaret "Place also of life" New Zealand Historic Places (sep 1991) n. 34, p. 22–23. [history of the Bolton Street Cemetery. Abridged and edited version of a speech]

- Alington, Margaret "How I came to Karori" Stockade (1989) n. 22, p. 9–10.

- Alington, Margaret Bibliography of material relating to Surville's voyage to New Zealand, 1769–1770 compiló Margaret H. Broadhead. ([Wellington, N.Z.]: Alexander Turnbull Library, 1956)

- Alington, Margaret Christ Church Taita: notes giving some reasons why it could not have existed in 1845 Held: Alexander Turnbull Library, National Library of NZ.

- Alington, Margaret An Excellent recruit: Frederick Thatcher, architect, priest and private secretary in early New Zealand (con asistencia arquitectónica de William H. Alington) (Auckland, N.Z.: Polygraphia Ltd. c2007)

- Alington, Margaret Frederick Thatcher and St. Paul's: an ecclesiological study (dibujó y agregó apéndice William H. Alington.) (Wellington, N.Z.: Government Printer, 1965)

- Alington, Margaret Goodly stones & timbers: a history of St. Mary's Church, New Plymouth (New Plymouth [N.Z.]: The Church, 1988)

- Alington, Margaret High point: St Mary's Church, Karori, Wellington, 1866–1991 (Wellington, N.Z.: Parish of St Mary: Karori Historical Society, 1998)

- Alington, Margaret Niue Island: a bibliography compiled by M.H. Broadhead. ([Wellington, N.Z.]: Alexander Turnbull Library, [1954])

- Alington, Margaret Old St. Paul's, Wellington; a pictorial record (preparó Margaret y William Alington con ayuda de Dallas Moore) (Wellington, Friends of Old St. Paul's Society, 1968)

- Alington, Margaret Old St. Paul's, Wellington [editó Margaret Alington y Tony Murray-Oliver; fotos color de Gavin Woodward]. (Wellington, N.Z.: Published and distributed by Friends of Old St. Paul's, 1988)

- Alington, Margaret St. Mary's Church, New Plymouth: building research report (preparó para el New Zealand Historic Places Trust por Margaret Alington entre marzo de 1979 y enero de 1982).([Wellington, N.Z.] : New Zealand Historic Places Trust, [1982])

- Alington, Margaret Unquiet earth: a history of the Bolton street cemetery (Wellington: Wellington City Council, 1978)